# 장인성
'장인성(匠人性,Masterity)은 자신의 일에서 최고의 위치에 오른 장인(Master)이 어떻게 일을 통해 배우고 성장하여 최고의 위치에 올랐는지를 교육적 관점에서 설명한 이론이다.  
Chang & Koo(2017)는 장인성을 평생교육의 아비투스(the‘habitus’ of lifelong learning)라 하였으며, 이는 오랜 시간과 공간에 걸쳐 형성되는 물질적이고 형성적인 특성을 말한다.
Hayat, M. S., Rustaman, N. Y., Rahmat, A., & Redjeki, S. (2019)는 장인성(匠人性,Masterity)을  평생학습의 좋은습관(good habits in life-long learning)으로도 표현하였다.
이러한 장인성은 일반적으로 장인을 설명하는 장인정신 보다 폭 넓은 개념이다. 게다가 정신만을 똑 떼어 내어 현실과 유리시킨 추상적 개념이 아니라 삶의 구체성과 실제성을 바탕으로 한 개념이다.
그것이 장인을 장인정신이 아닌 장인성으로 규정하는 이유다. 장인은 정신세계가 아닌 현실 세계의 존재이기 때문이다. 일과 노동의 미래 보고서(2019)에서는 장인 정신이나 태도와 같은 추상적 정신성이 아니라 일을 통해 자신을 지속적으로 교육하는 자기 갱신성을 장인성(匠人性,Masterity)이라 하였다.
1. 일하는 사람의 전범으로서 장인(the "master" as an ideal archetype for workers)

일(work)은 행위의 실체이며 본질로서 그 일에 대한 현실적 표출인 직업과도 다르며, 경제적 보상을 획득하려는 노동과도 다르다. 일은 인간 삶의 기초이고 중심이다. 일을 통해 인간은 존재성과 유의미성을 확보한다. 일다운 일은 인간 성장의 기초가 된다. 리처드 세넷(Sennet,2010)에 의하면, 장인은 단순히 ‘노동하는 동물(Animal Laborans)’이 아니다. 이보다 더 이상적인 모습은 ‘제작하는 존재(Homo Faber)’로서 인간의 지향점이다.
장인은 육체와 정신, 손노동과 입 노동의 통합을 지향한다.  장인은 일을 통하여 존재의 의의를 실현하는 사람을 의미한다. 그 어떤 이차적 보상에 대한 추구 동기보다는 일 자체에서 삶의 목적과 존재의 의미를 발견하며, 그 일을 통해 공동체에 기여하고자 하는 사람이다. 한마디로 장인은 자신의 일의 분야에서 깊숙이 몸담으며, 자신이 속한 일의 세계에서 끊임없이 새로운 영감을 발견하고, 이를 통하여 능동적으로 자기 존재의 의의와 일의 깊이를 확장시켜 나가는 일하는 사람의 전범이라 불릴 수 있다.
장인은 어느 일터에서나 또는 일하는 사람 누구에게나 적용될 수 있는 개념이다. 한마디로, 누구든 장인이 될 수 있다. 그렇다고 해서 아무나 장인이 될 수 있는 것이 아니다. 장인은 일의 본질적 의미를 실현하는 동시에 그 결과 역시 최고의 수준을 보여 주어야 한다. 이런 점에서 장인은 일하는 사람의 전범이다.
2. 장인정신이라기 보다는 장인성

장인의 특성은 일반적으로 통용되는 장인정신(匠人精神)이라기 보다는 장인성(匠人性)이라고 말할 수 있다. 장인성은 장인정신을 포함할 수도 있으나 그보다는 더 물질성에 바탕을 둔 다른 차원의 개념이다. 정신 세계가 아니라 현실 세계의 존재이기 때문이다. 
첫째, 장인성은 장인정신을 포함할 수도 있는 더 포괄적인 용어다. 
둘째, 장인정신은 장인이 가진 정신적 측면을 일컫는다. 그러나 장인정신은 통상적으로 장인과는 다른 차원에서 별도의 의미를 가져왔다. 
셋째, 장인의 일과 배움은 정신적이거나 추상적으로 표현되기 보다는 더 실재적인 장인성으로 나타나기 때문이다. 장인은 단지 정신이나 마음만이 아니라 실제 행위를 통해 최고의 결과물을 만들어 낸다. 
넷째, 장인성은 개인의 삶과 사회적 구조가 얽힌 과정이라는 차원에서 개념화 된다. 반면에, 장인정신은 정신만을 똑 떼어 놓는다. 열심히 일한 결과가 자본의 소유주에게 주로 귀속되는데도 일에 대한 주인정신만을 강조하는 것이 그런 예가 될 수 있다. 이런 점에서 장인성은 기능주의적 교육보다는 실천적이고 해방적인 일의 학습을 지향하는 개념이다. 
3. 장인성의 형성적 특성

장인성은 천재성과는 다른 형성적인 특성을 가지고 있다. 장인이 되고 장인성을 보이기 위해 더 중요한 측면은 그것들이 어떻게 형성되는가에 있다.
장인의 이러한 특성은 ‘1만 시간의 법칙’과 일맥상통한다. 말콤 글래드웰(Gladwell,2009)은 ‘아웃라이어’에서 빌 게이츠, 비틀즈, 모차르트 같은 시대를 대표하는 천재들의 공통점으로 ‘1만 시간의 법칙’을 꼽았다. 자신의 최고의 자리에 오르기 위해서는 선천적 재능 대신 1만 시간 동안의 꾸준한 노력이 필요하다는 것이다.
부르디외의 아비투스 개념은 이런 장인성의 형성을 이해하기 위한 중요한 관점을 제공한다.
장인성이라는 아비투스는 시간의 공유을 통한 경험의 공유를 거쳐서 내려가기 때문이다. 그것이 장인이 걸어가는 배움의 과정을 전형적으로 보여준다. 
결론적으로 장인은 그리고 그들의 몸에 배태된 장인성은 타고난 것이라기 보다는 형성되는 것으로 보아야 한다. 장인의 탄생은 오랜 시간의 축적과 넓은 공간의 확장이라는 지난한 형성 과정을 거쳐 비로소 이루어져 간다.